# Mátra

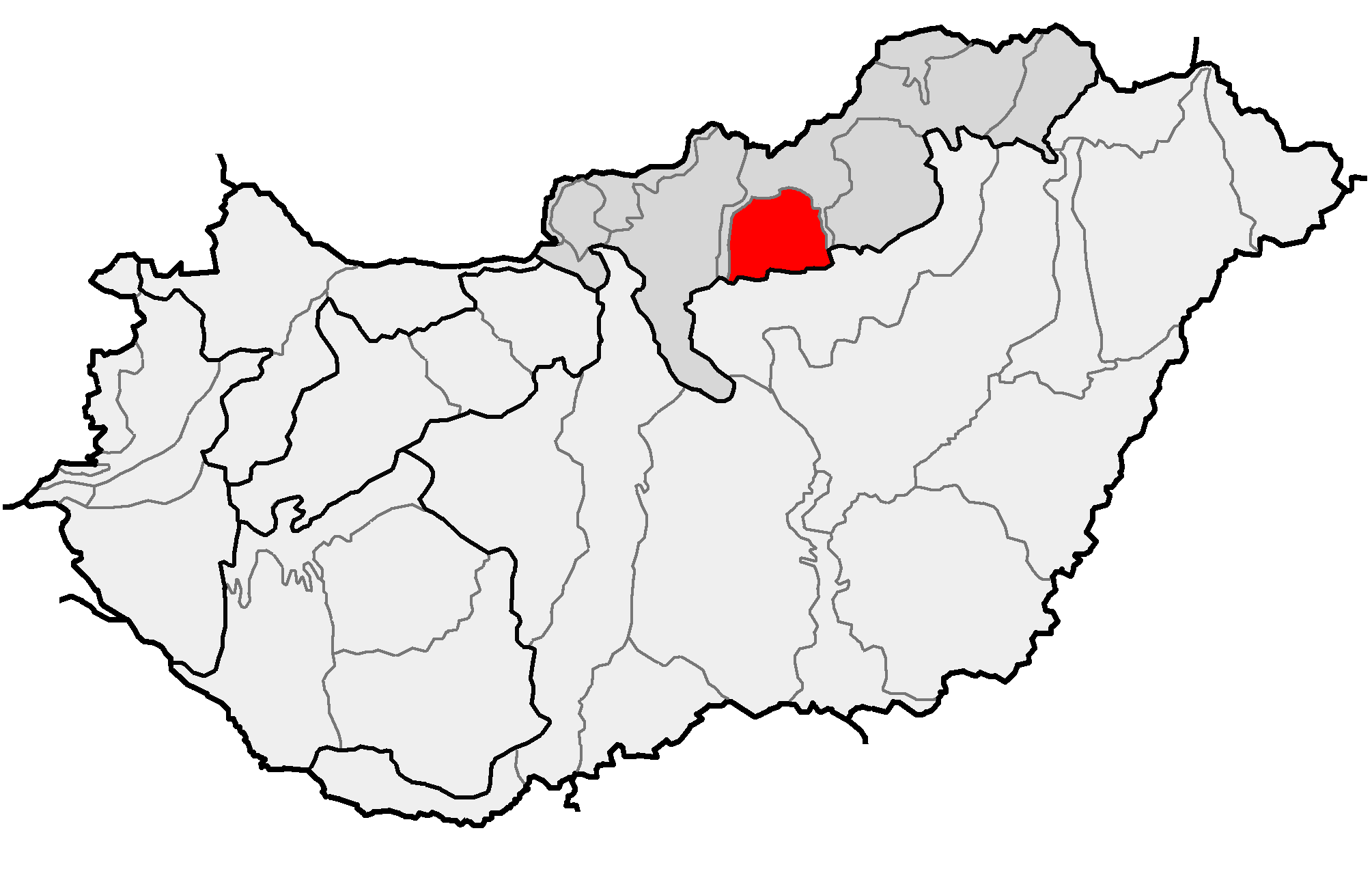

I monti Mátra (slovacco: Matra) sono una catena montuosa dell'Ungheria settentrionale. La cima più alta è il monte Kékes (1014 m), che è la montagna più alta dell'Ungheria.

## Classificazione
I Monti Mátra hanno la seguente classificazione:
- catena montuosa = Carpazi
- provincia geologica = Carpazi Occidentali
- sottoprovincia = Carpazi Occidentali Interni
- area = Rilievi precarpatici settentrionali
- gruppo = Mátra.

## Geografia
Costituiscono il margine più meridionale dei Carpazi Occidentali Interni. Essi sono delimitati a ovest dal fiume Zagyva (affluente del Tibisco) e ad est dal fiume Tarna.
I Mátra si possono dividere in due parti distinguibili:
- Mátra Occidentali, il punto più alto è il Muzsla;
- Mátra Centrali, costituito dall'altopiano di Mátrabérc e dal gruppo di coni di origine vulcanica del Galyatető e del Kékes.

La parte settentrionale della catena è chiamata Mátralába (Piede del Mátra). Questa è un'area collinare di altezza media di 250-400 metri con piccoli coni vulcanici fittamente coltivati.
Il Galyatető, con i suoi 964 metri, è il secondo monte più alto dei Mátra dopo il Kékes.
Le città più importanti della zona sono:
- Gyöngyös, a sud del massiccio centrale;
- Eger, a est, nella valle del fiume omonimo che separa i monti Mátra dal massiccio del Bükk.